# テニス選手一覧
テニス選手一覧 （テニスせんしゅいちらん）

## 一覧
以下の個別記事を参照。

### 性別
- 男子テニス選手一覧
- 女子テニス選手一覧

### 大会優勝者
- グランドスラム男子シングルス優勝者一覧
- グランドスラム女子シングルス優勝者一覧
- オリンピックのテニス競技・メダリスト一覧